# Mastomys erythroleucus
Il ratto a mammelle multiple (Mastomys erythroleucus  (Temminck, 1853) è un roditore della famiglia dei Muridi diffuso nell'Africa occidentale e centrale.

## Descrizione

### Dimensioni
Roditore di piccole dimensioni, con la lunghezza della testa e del corpo tra 95 e 130 mm, la lunghezza della coda tra 115 e 124 mm, la lunghezza del piede tra 23 e 25 mm, la lunghezza delle orecchie tra 16 e 20 mm e un peso fino a 80 g.

### Aspetto
Le parti superiori sono bruno-rossicce, con dei riflessi grigiastri sulle guance, i lati del collo ed i fianchi, mentre le parti inferiori sono color crema. Le orecchie sono arrotondate e marroni chiare. Le zampe sono bianche. La coda è più lunga della testa e del corpo, è scura sopra, più chiara sotto ed è ricoperta finemente di peli. Le femmine hanno 6 paia di mammelle. Il cariotipo è 2n=38 FN=50/56.

## Biologia

### Comportamento
È una specie terricola e molto comune. I maschi hanno territori più grandi delle femmine e si muovono più frequentemente. I singoli individui non sono né aggressivi né territoriali e non tendono a formare piccoli gruppi. Accumulano grasso corporeo per i periodi di carestia e siccità.

### Alimentazione
Si nutre di granaglie e talvolta di altre parti vegetali e di qualche insetto. Semi di Cucurbitacee dominano nella dieta durante le stagioni più secche iniziali mentre quelli di Convolvulaceae nelle ultime.

### Riproduzione
Si riproduce stagionalmente nel periodo delle piogge. Danno alla luce 1-21 piccoli alla volta dopo una gestazione di 21 giorni. Le nidiate sono più numerose nelle popolazioni che abitano i campi di mais. L'ovulazione è spontanea ed un estro post-parto può avvenire dopo poche ore dal parto ed un altro ancora qualche giorno dopo. 

## Distribuzione e habitat
Questa specie è diffusa nell'Africa centrale e orientale dal Senegal all'Etiopia. Una popolazione isolata è presente nel Marocco centro-occidentale.
Vive nelle savane umide e secche fino a 1.500 metri di altitudine. Si trova frequentemente in stretta vicinanza con l'Uomo, popolando abitazioni, giardini e zone coltivate.

## Tassonomia
Sono state riconosciute 2 sottospecie:
- M.e.erythroleucus: Mauritania meridionale, Gambia, Senegal, Guinea-Bissau, Guinea, Sierra Leone, Liberia, Costa d'Avorio, Ghana, Burkina Faso, Togo, Benin, Nigeria; Mali, Niger, Ciad e Sudan meridionali; Repubblica Centrafricana, Camerun centrale e settentrionale, Sudan del Sud, Repubblica Democratica del Congo nord-orientale, Etiopia sud-occidentale e centrale, Uganda, Kenya nord-occidentale e centrale, Ruanda, Burundi;
- M.e.peregrinus (de Winton, 1898): Marocco centro-occidentale.

## Conservazione
La IUCN Red List, considerato il vasto areale, la popolazione numerosa, la presenza in diverse aree protette e la tolleranza alle modifiche ambientali, classifica M.erythroleucus come specie a rischio minimo (Least Concern).